# Lista apelor minerale naturale din România
Aceasta este o listă a apelor minerale din România.
- 7 Izvoare – Dobrești, județul Dâmbovița
- 2 Izvoare- Gighera, Dolj, județul Dolj
- Alpina Borșa - Baia Borșa, județul Maramureș
- Amfiteatru – Iași, județul Iași
- Apa Craiului – Dâmbovicioara, județul Argeș
- Aquatique – Bușteni, județul Prahova
- Aqua Carpatica – Păltiniș, județul Suceava
- Aqua Sara – Boholt, județul Hunedoara
- Aqua Vital - Sacoșu Mare, județul Timiș
- Artesia – Sânsimion, județul Harghita
- Aur'a – Ocna de Fier, județul Caraș-Severin
- Azuga – Azuga, județul Prahova
- Băile Lipova – Lipova, județul Arad
- Biborțeni – Biborțeni, județul Covasna
- Bodoc – Bodoc, județul Covasna
- Borsec – Borsec, județul Harghita
- Bucovina - Vatra Dornei , județul Suceava
- Buziaș – Buziaș, județul Timiș
- Carpatina – Toșorog, județul Neamț
- Certeze – Certeze, județul Satu Mare
- Cezara – Băcâia, județul Hunedoara
- Cheile Bicazului - Bicazul Ardelean, județul Neamț
- Cora - Malnaș-Băi, județul Covasna
- Cristalina – Sâncrăieni, județul Harghita
- Cristalul Munților - Vama Buzăului, județul Brașov
- Dealul Cetății – Miercurea-Ciuc, județul Harghita
- Dorna - Dorna Candrenilor, Suceava, județul Suceava
- Izvorul Alb - Dorna Candrenilor, județul Suceava
- Izvoarele Călimani – Bilbor, județul Harghita
- Izvorul Cetății Crizbav – Crizbav, Brașov județul Brașov
- Izvorul Minunilor - Stâna de Vale, județul Bihor
- Izvorul Tămăduirii - Stoiceni Târgu Lăpuș, județul Maramureș
- K-Classic - Boholt, județul Hunedoara
- Keia – Ciucaș, județul Prahova
- Lipova – Lipova, județul Arad
- Lithinia - Parhida, județul Bihor
- Oaș - Negrești, județul Satu Mare
- Perenna Premier - Dognecea, județul Caraș-Severin
- Perla Apusenilor - Chimindia-Deva, județul Hunedoara
- Perla Covasnei - Târgu Secuiesc, județul Covasna
- Perla Harghitei - Sâncrăieni, județul Harghita
- Poiana Negrii - Poiana Negrii, județul Suceava
- Rarăul - Fundul Moldovei, județul Suceava
- Roua Munților – Roșu, județul Suceava
- Saguaro - Târgu Secuiesc, județul Covasna
- Sestina - Valea Sălardului, județul Mureș
- Spring Harghita – Miercurea-Ciuc, județul Harghita
- Stânceni - Stânceni, județul Mureș
- Tiva Harghita - Sâncrăieni, județul Harghita
- Tușnad - Tușnad, județul Harghita
- Valea Brazilor - Biborțeni, județul Covasna
- Valea Izvoarelor – Covasna, județul Covasna
- Vâlcele - Vâlcele, județul Covasna
- Wolfsgold - Maieru, județul Bistrița Năsăud
- Zizin - Zizin, județul Brașov